# Wilsdruffer Straße 20–22

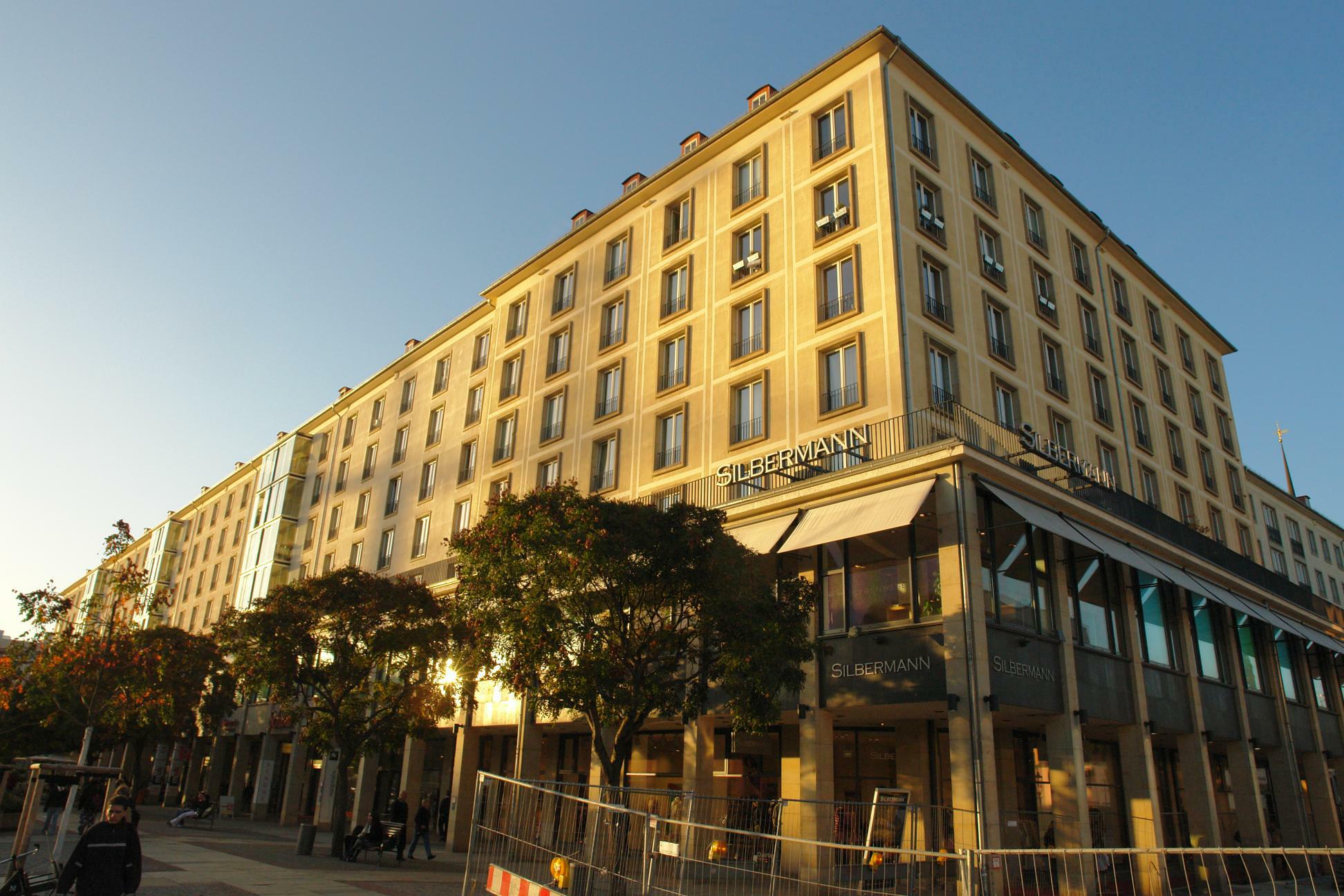
Wilsdruffer Straße 20–22 (nah)

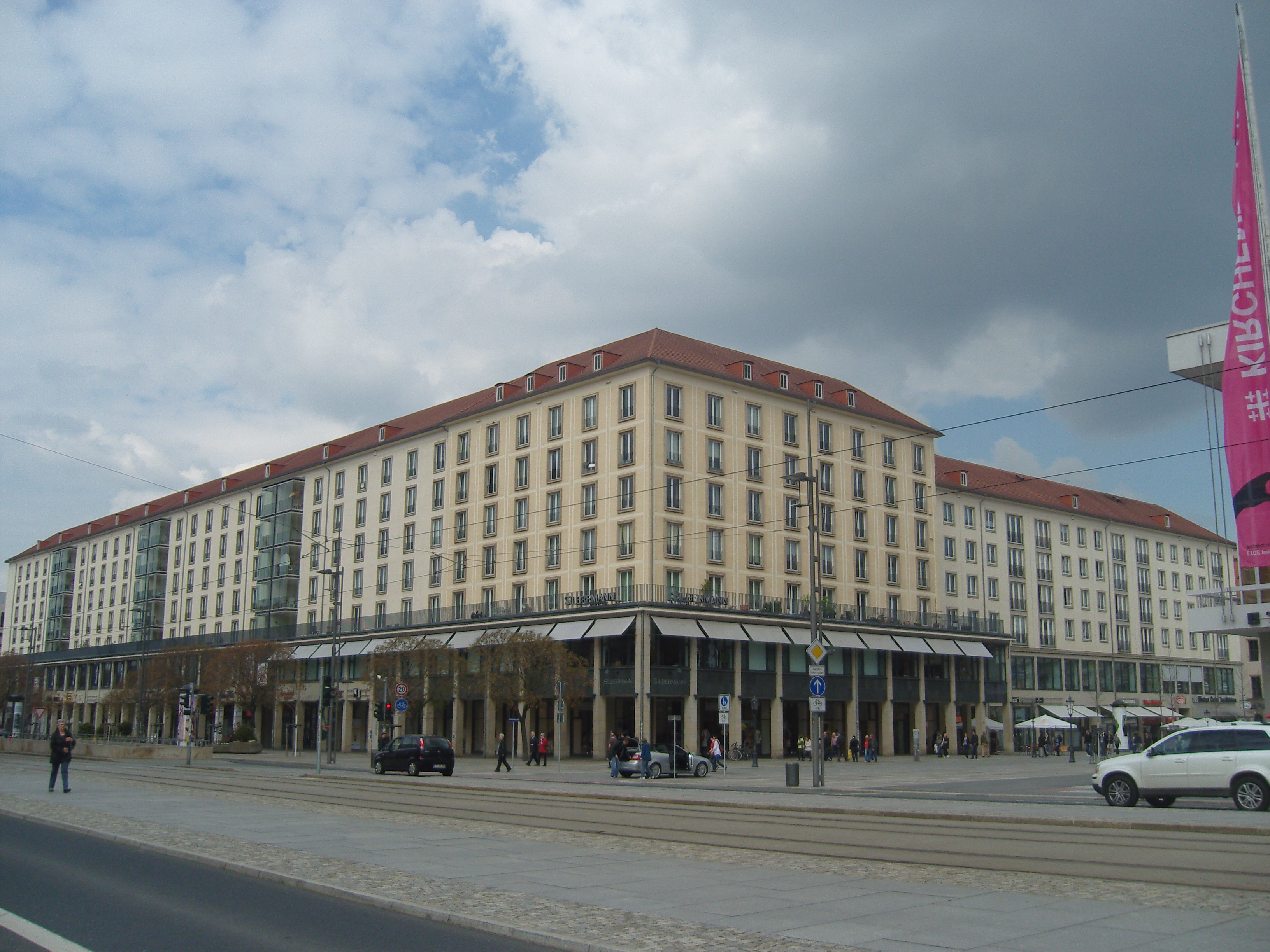
Wilsdruffer Straße 20–22 (fern)

Die Wilsdruffer Straße 20–22 ist ein Gebäudekomplex in Dresden auf der nördlichen Seite des westlichen Teils der Wilsdruffer Straße zwischen dem früheren Freßwürfel und dem Kulturpalast. Die Gebäude wurden zum Altmarkt hin aufgeweitet mit Eckausbildung zur Schloßstraße.

## Beschreibung
Der Komplex wurde 1959/1960 von den Architekten Herbert Schneider und Hans Konrad (Städtebau) errichtet. Entwürfe lieferten die Architekten Gerhard Müller und Lorena Johne. Die Innengestaltung nahm Martin Gersdorf vor. Es ist ein siebengeschossiger Bau, wovon fünf Wohn- und zwei Ladengeschosse sind. Das Gebäude ist mit 153 Wohnungen als „Laubenganghaus“ gebaut worden. Die Fassaden sind verputzt und haben Sandsteingliederungen. Die Läden sind zweigeschossig mit Arkaden aus Sandstein errichtet worden.